# Argentin labdarúgókupa
A Copa Argentina egy argentin labdarúgókupa. Az első torna 1969-ben került megrendezésre. A legsikeresebb klub a Boca Juniors csapata 4 győzelemmel.
A kezdeti két szezon győztesei nem kvalifikáltak a Copa Libertadoresbe. A kupa 2011-es újraalapítása óta az argentin ligarendszer minden bajnokságából szerepelnek csapatok a tornán. A győztes kvalifikál az argentin szuperkupába, ahol az első osztály aktuális bajnokával mérkőzik meg. Emellett a győztesek 2011 óta a Copa Libertadoresbe is bejutnak.

## Eredmények

### Döntők
| Szezon  | Győztes                                      | Eredmény                                     | Második                                      | Helyszín                                                  |
| ------- | -------------------------------------------- | -------------------------------------------- | -------------------------------------------- | --------------------------------------------------------- |
| 1969    | Boca Juniors                                 | 3–1, 0–1                                     | Atlanta                                      | Estadio Gasómetro, Buenos Aires                           |
| 1970    | (Nem hirdettek győztest.)                    | (Nem hirdettek győztest.)                    | (Nem hirdettek győztest.)                    | (Nem hirdettek győztest.)                                 |
| 2011–12 | Boca Juniors                                 | 2–1                                          | Racing Club                                  | Estadio San Juan del Bicentenario, Pocito megye           |
| 2012–13 | Arsenal de Sarandí                           | 3–0                                          | San Lorenzo                                  | Estadio Bicentenario, San Fernando del Valle de Catamarca |
| 2013–14 | Huracán                                      | 0–0 (büntetőkkel: 5–4)                       | Rosario Central                              | Estadio San Juan del Bicentenario, Pocito megye           |
| 2014–15 | Boca Juniors                                 | 2–0                                          | Rosario Central                              | Mario Alberto Kempes Stadion, Córdoba                     |
| 2015–16 | River Plate                                  | 4–3                                          | Rosario Central                              | Mario Alberto Kempes Stadion, Córdoba                     |
| 2016–17 | River Plate                                  | 2–1                                          | Tucumán                                      | Estadio Malvinas Argentinas, Mendoza                      |
| 2017–18 | Rosario Central                              | 1–1 (büntetőkkel: 4–1)                       | Gimnasia y Esgrima LP                        | Estadio Malvinas Argentinas, Mendoza                      |
| 2018–19 | River Plate                                  | 3–0                                          | Central Córdoba (SdE)                        | Estadio Malvinas Argentinas, Mendoza                      |
| 2019–20 | Boca Juniors                                 | 0–0 (büntetőkkel: 5–4)                       | Talleres de Córdoba                          | Estadio Único Madre de Ciudades, Santiago del Estero      |
| 2020–21 | (Nem került megrendezésre a pandémia miatt.) | (Nem került megrendezésre a pandémia miatt.) | (Nem került megrendezésre a pandémia miatt.) | (Nem került megrendezésre a pandémia miatt.)              |
| 2021–22 | Patronato                                    | 1–0                                          | Talleres de Córdoba                          | Estadio Malvinas Argentinas, Mendoza                      |
| 2023    | Estudiantes LP                               | 1–0                                          | Defensa y Justicia                           | Estadio Ciudad de Lanús, Lanús                            |

- h.u. – hosszabbítás után

### Győzelmek csapatok szerint
| Csapat                  | Győzelmek száma | Második helyezések száma | Győztes évek                    | Ezüstérmes évek           |
| ----------------------- | --------------- | ------------------------ | ------------------------------- | ------------------------- |
| Boca Juniors            | 4               | —                        | 1969, 2011–12, 2014–15, 2019–20 | —                         |
| River Plate             | 3               | —                        | 2015–16, 2016–17, 2018–19       | —                         |
| Rosario Central         | 1               | 3                        | 2017–18                         | 2013–14, 2014–15, 2015–16 |
| Arsenal de Sarandí      | 1               | —                        | 2012–13                         | —                         |
| Huracán                 | 1               | —                        | 2013–14                         | —                         |
| Patronato               | 1               | –                        | 2021–22                         | —                         |
| Estudiantes (LP)        | 1               | –                        | 2023                            | —                         |
| Talleres de Córdoba     | 0               | 2                        | —                               | 2019–20, 2021–22          |
| Atlanta                 | 0               | 1                        | —                               | 1969                      |
| Racing Club             | 0               | 1                        | —                               | 2011–12                   |
| San Lorenzo             | 0               | 1                        | —                               | 2012–13                   |
| Tucumán                 | 0               | 1                        | —                               | 2016–17                   |
| Gimnasia y Esgrima (LP) | 0               | 1                        | —                               | 2017–18                   |
| Central Córdoba (SdE)   | 0               | 1                        | —                               | 2018–19                   |
| Defensa y Justicia      | 0               | 1                        | —                               | 2023                      |

### Gólkirályok
| Év      | Játékos              | Gólok száma | Csapat                |
| ------- | -------------------- | ----------- | --------------------- |
| 1969    | Daniel Quevedo       | 7           | Lanús                 |
| 1970    | Rubén Ayala          | 5           | San Lorenzo           |
| 2011–12 | Ramón Ábila          | 3           | Sarmiento (J)         |
| 2012–13 | Daniel Bazán Vera    | 5           | Tristán Suárez        |
| 2013–14 | Mariano Gorosito     | 5           | Luján                 |
| 2013–14 | Walter Ibáñez        | 5           | Sanjustino (Santa Fe) |
| 2014–15 | Luis Luna            | 5           | Vélez Sársfield (SdE) |
| 2015–16 | Lucas Alario         | 7           | River Plate           |
| 2016–17 | Maximiliano Tunessi  | 7           | Sol de Mayo (Viedma)  |
| 2017–18 | Héctor Rueda         | 5           | Dep. Rincón (Neuquén) |
| 2017–18 | Luis A. Silba        | 5           | Sarmiento (R)         |
| 2018–19 | Christian Duma       | 4           | Douglas Haig          |
| 2019–20 | Michael Santos       | 4           | Talleres de Córdoba   |
| 2021–22 | Jesús Dátolo         | 4           | Banfield              |
| 2021–22 | Marcelo Estigarribia | 4           | Patronato             |
| 2023    | Gabriel Ávalos       | 3           | Argentinos Juniors    |
| 2023    | Enzo Ariel Fernández | 3           | Almagro               |
| 2023    | Miguel Merentiel     | 3           | Boca Juniors          |